# Scharlmühle (Schmidgaden)
Scharlmühle ist ein Ortsteil der Gemeinde Schmidgaden im Landkreis Schwandorf des Regierungsbezirks Oberpfalz im Freistaat Bayern.

## Geografie
Scharlmühle liegt 6,5 Kilometer nordwestlich von Schmidgaden am Hüttenbach. Der 19,7 Kilometer lange Hüttenbach trägt die Gewässerkennzahl 14722. Er entspringt am Südwesthang des 667 Meter hohen Buchberges, fließt in Richtung Südosten und mündet bei Schwarzenfeld in die Naab. Nördlich der Scharlmühle mündet der Eschenbach und südlich der Michlgraben in den Hüttenbach.

## Geschichte
1808 wurde die Scharlmühle im Häuser- und Rustikalsteuerkartaster mit ihren Besitzern Bartolomäus Mühler, später Georg Müller, aufgeführt. Die Scharlmühle war eine Mahlmühle mit 2 Gängen. Ihr Schätzwert betrug 340 Gulden.
1808 begann in Folge des Organischen Ediktes des Innenministers Maximilian von Montgelas in Bayern die Bildung von Gemeinden. Dabei wurde das Landgericht Nabburg zunächst in landgerichtische Obmannschaften geteilt. Scharlmühle kam zur Obmannschaft Wolfsbach. Zur Obmannschaft Wolfsbach gehörten: Wolfsbach, Gösselsdorf, Götzendorf, Windpaißing, Littenhof, Scharlmühle und Rödlmühle.
Dann wurden 1811 in Bayern Steuerdistrikte gebildet. Dabei kam Scharlmühle zum Steuerdistrikt Gösselsdorf. Der Steuerdistrikt Gösselsdorf bestand aus dem Dorf Gösselsdorf, den beiden Weilern Götzendorf und Windpaißing, der Einöde Scharlmühle und einem Holz der Messverwaltung Nabburg. Er hatte 22 Häuser, 180 Seelen, 150 Morgen Äcker, 75 Morgen Wiesen, 75 Morgen Holz, 1 Weiher, 20 Morgen öde Gründe und Wege, 1 Pferd, 36 Ochsen, 36 Kühe, 50 Stück Jungvieh, 90 Schafe und 24 Schweine.
Schließlich wurde 1818 mit dem Zweiten Gemeindeedikt die übertriebene Zentralisierung weitgehend rückgängig gemacht und es wurden relativ selbständige Landgemeinden mit eigenem Vermögen gebildet, über das sie frei verfügen konnten. Hierbei kam Scharlmühle zur Ruralgemeinde Gösselsdorf. Die Gemeinde Gösselsdorf bestand aus den Ortschaften Gösselsdorf mit 16 Familien, Windpaißing mit 7 Familien, Götzendorf mit 5 Familien, Scharlmühle mit 2 Familien, Inzendorf mit 15 Familien, Legendorf mit 7 Familien und Kadermühle mit 2 Familien.
Im Januar 1972 wurde die Gemeinde Gösselsdorf in die Gemeinde Schmidgaden eingegliedert, allerdings wurden dabei die Gemeindeteile Götzendorf und Scharlmühle nach Kemnath am Buchberg eingegliedert.
1973 gehörte Scharlmühle zur Gemeinde Kemnath am Buchberg, während Gösselsdorf bereits zu Schmidgaden gehörte. 1987 gehörte Scharlmühle zur Gemeinde Schmidgaden.
Scharlmühle gehört zur Filialkirche Gösselsdorf der Pfarrei Rottendorf im Dekanat Nabburg. 1997 gab es in Scharlmühle 8 Katholiken.

## Einwohnerentwicklung ab 1819
| Jahr | Einwohner  | Gebäude |
| ---- | ---------- | ------- |
| 1819 | 2 Familien | k. A.   |
| 1828 | 8          | 1       |
| 1838 | 7          | 1       |
| 1864 | 8          | 2       |
| 1875 | 7          | 7       |
| 1885 | 10         | 1       |
| 1900 | 6          | 1       |
| 1913 | 10         | 1       |

| Jahr | Einwohner | Gebäude |
| ---- | --------- | ------- |
| 1925 | 7         | 1       |
| 1950 | 7         | 1       |
| 1961 | 8         | 1       |
| 1964 | 8         | 1       |
| 1970 | 8         | k. A.   |
| 1987 | 9         | 1       |
| 2011 | 5         | k. A.   |